# Empoasca mira
Empoasca mira är en insektsart som beskrevs av Knull 1951. Empoasca mira ingår i släktet Empoasca och familjen dvärgstritar. Inga underarter finns listade i Catalogue of Life.